# Gravfält

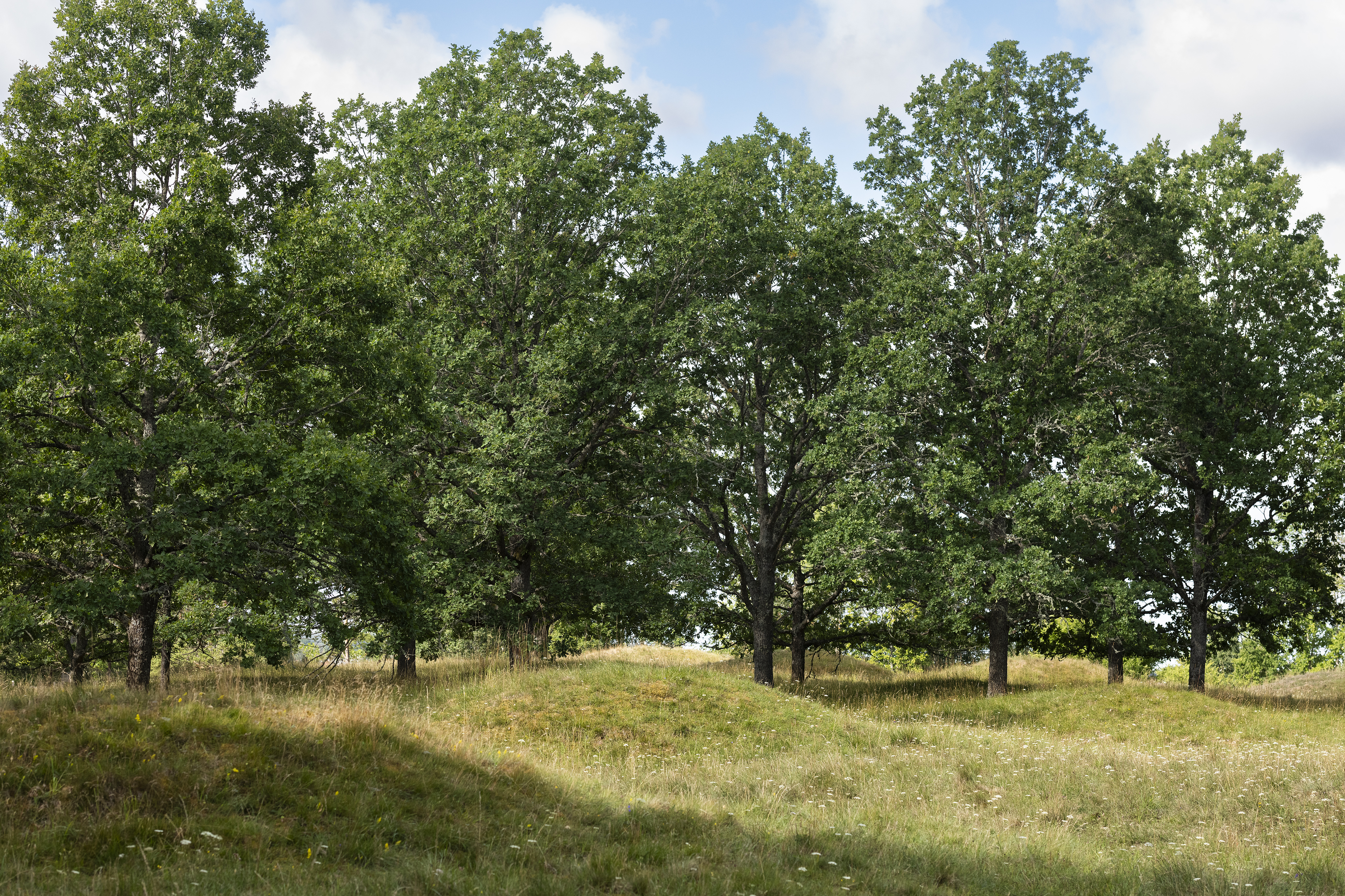
Gravfältet Kapellsbacken, Ög

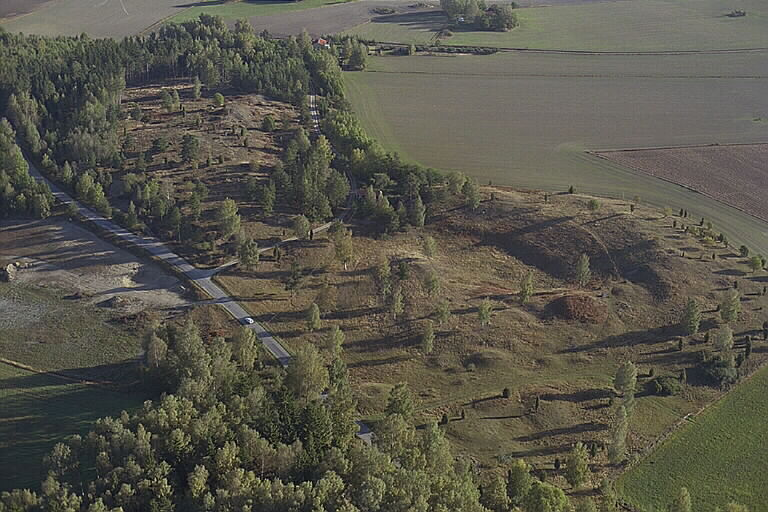
Sandåra gravfält i Strängnäs kommun.

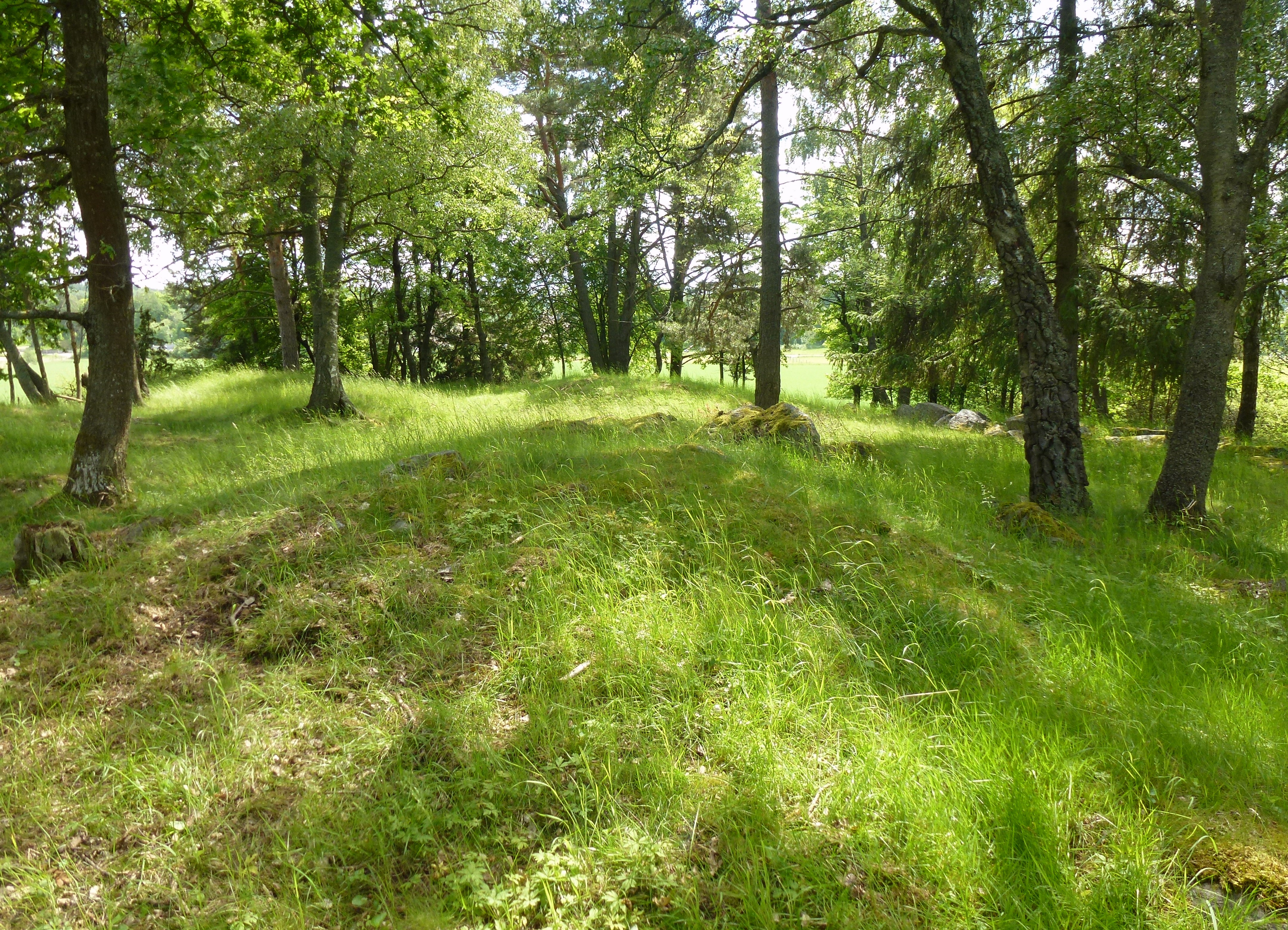
Kyrkkulla gravfält vid Hågelby gård, 2012.

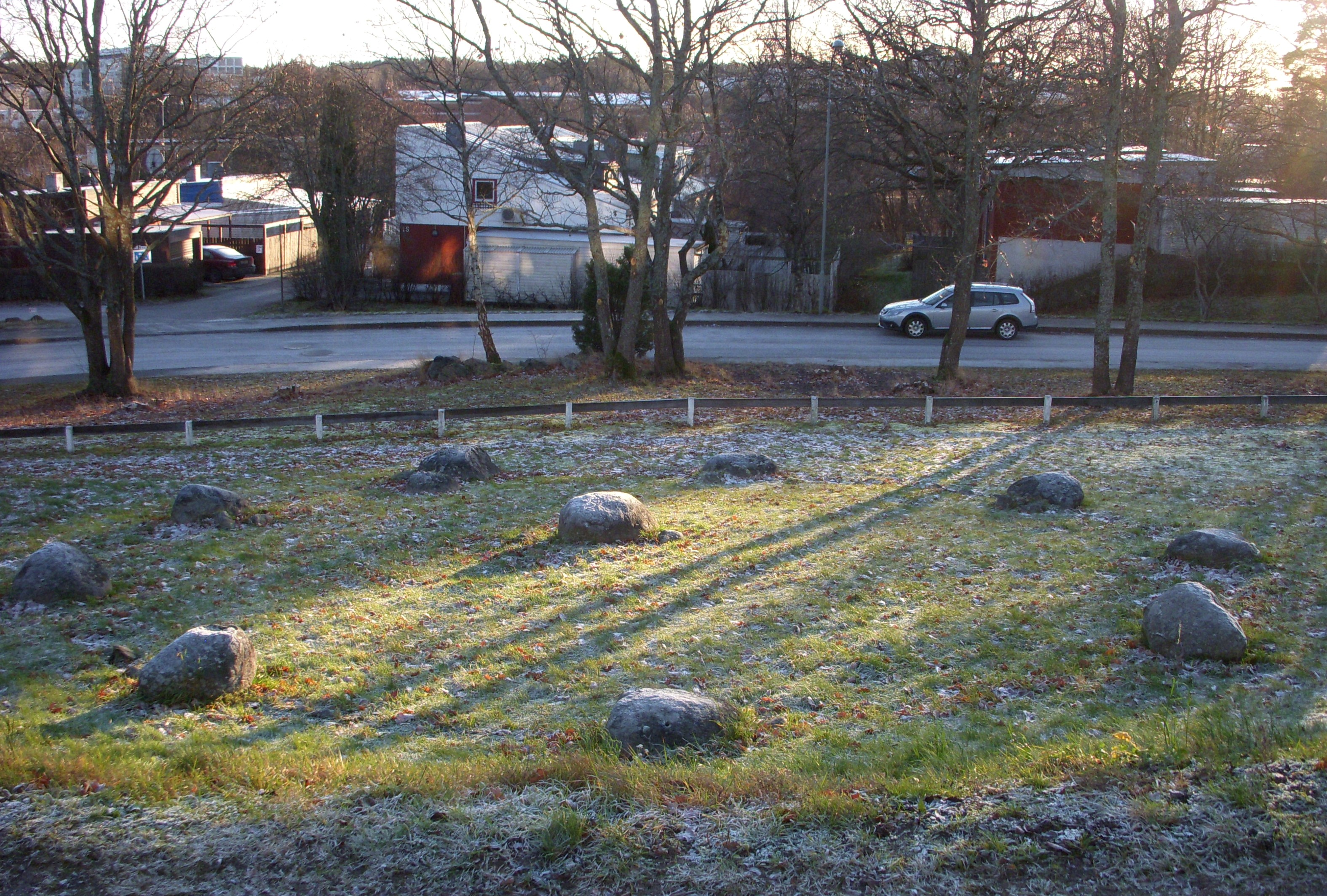
Domarringen, Skärholmen, 2011.

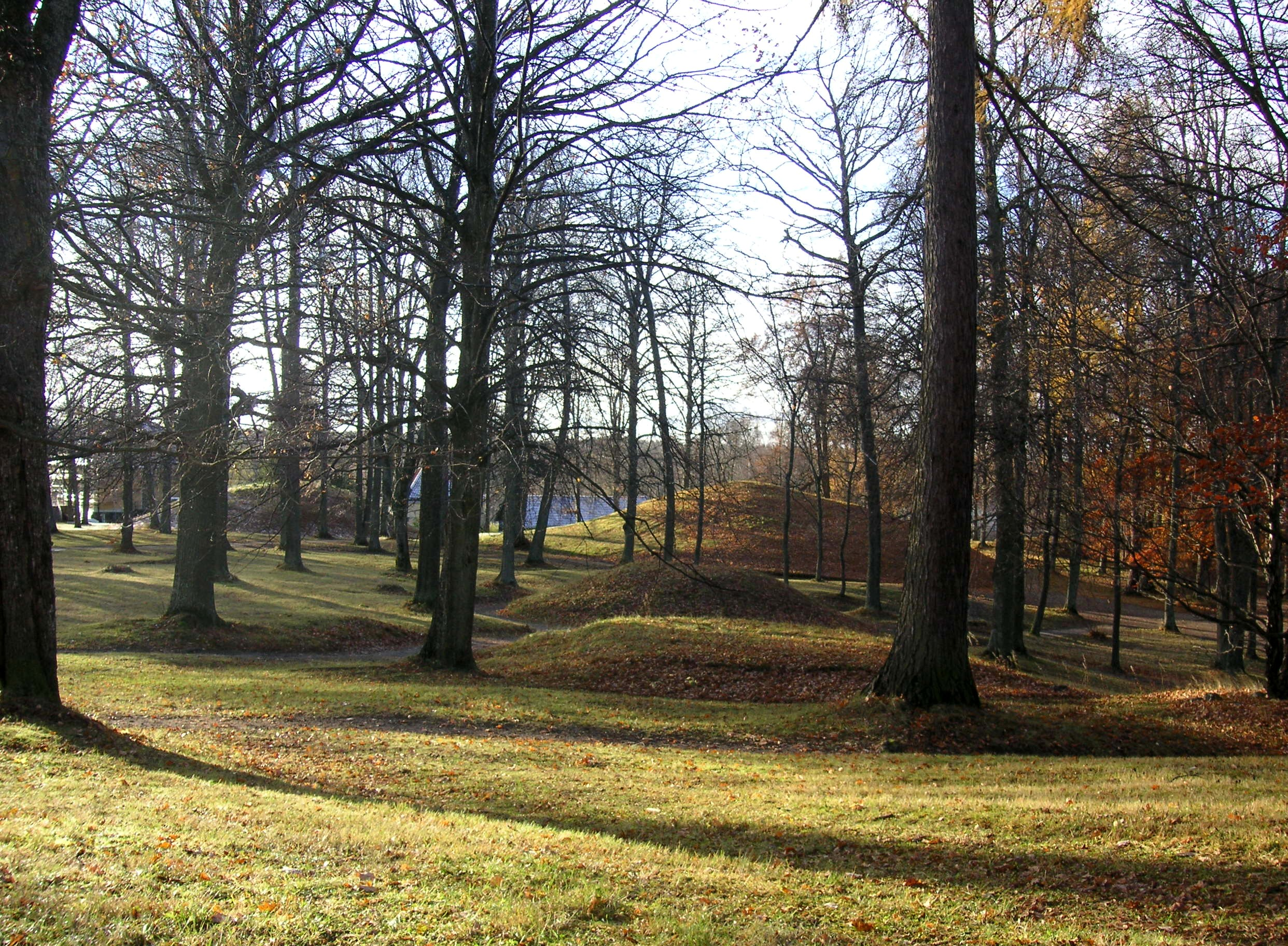
Gravfält vid Norsborgs gård, 2007.

Gravfält är en fornlämning som består av ett område med gravar eller gravhögar. En praktisk definition är att det bör finnas minst fem gravanläggningar på begränsat inbördes avstånd. I många forntida samhällen avskiljde man mark som bara användes för gravar; detta avspeglar det forntida samhället och de religiösa idéer som fanns. Svenska gravfält omfattas av Kulturmiljölagen. Den nuvarande lagen är från 1989, men har sitt ursprung i 1660-talet.

## Norden
I Norden finns bara ett fåtal gravfält från de jagande stenålderskulturerna. Dels är det få platser i Sverige som ben har förmåga att bevaras så länge – dels har man inte i de fall gravar påträffats byggt upp några större synliga monument över sina döda. Under delar av neolitikum byggdes megalitgravar som ofta brukades i hundratals år, fastän även enklare begravningsformer fortfarande förekom. Under stor del av neolitikum anlades också dödshus och det är troligt att man låtit skelettera sina döda i dessa innan de begravdes i megalitgravarna. 
Under äldre bronsåldern förekom fortfarande hällkistbegravningar, samt hällkistbegravningar i höggravar och liksom megalitgravarna fungerade dessa för flera begravningar, men samtidigt fanns även andra gravformer – enkla stenpackningar och rösen som ofta var ensamgravar. I mitten av bronsåldern ersattes skelettbegravningar av brandgravar. Många brons- och stenåldersgravar förekommer i sådan mängd att de ibland ingår i gravfält, och i åtskilliga fall har platser för äldre gravar återanvänts under järnålder.
En något märklig fornlämningstyp under bronsålder och äldre järnålder är skärvstenshögarna. De är visserligen inte entydigt några gravar, men det är inte ovanligt att hitta människoben i skärvstenshögarna, och deponitionen i dem har avslöjat rituella inslag. De finns ofta i anslutning till just gravfält och har med all sannolikhet med föreställningar om död och förgängelse att göra.
Under äldre järnålder tog gravfälten över för att förekomma genomgående under yngre järnålder. Gravfälten under äldre järnålder är betydligt större än de från yngre järnålder. Yngre järnålderns gravfält är ofta kopplade till byar som sedan går att spåra in i medeltiden och som i många fall fortfarande finns kvar. Gravfält äldre än folkvandringstid består mest av bygdegravfält, där befolkningen i en hel bygd kan ha begravt sina döda. Det finns dock stora regionala skillnader och det är inte ovanligt att även påträffa mindre gravfält från äldre järnålder.
På 900-talet placerades gravarna i anslutning till gårdar och byar i så kallade ättehagar. Under yngre järnåldern brändes vanligen den döde på bål, de brända benen samlades ihop med personliga föremål i ett lerkärl, sedan begravdes de döda ofta tillsammans med äldre generationer i stensättningar eller ibland i gravhögar. Tidigare ansågs det begravningssättet vara det gängse för järnålderns begravningsskick, men i själva verket var det ganska begränsat och verkligheten är mycket mer komplex. Många gravar är skelettgravar, särskilt efter rika stormän, barn, och för de som konverterat till kristendomen, men i andra områden där människorna höll fast vid sin gamla tro är skelettgravar mycket ovanliga. I regel har benen från bålen blivit tvättade innan de placerats i gravgömman. Helt uppenbart är också att endast vissa ben valts ut och väldigt ofta är de också krossade i småbitar - möjligen med de malstenar man hittat i stensättningar. Det var inte heller säkert att benen alltid grävdes ned i gravgömman. Inte helt ovanligt var att benen i stället ströddes över graven, placerades runt stenar eller på andra platser inom gravfältet.
Senare tiders undersökningar har tydligt visat att inte endast gravarna var det centrala på gravfälten, utan där kan även härdar och kokgropar förekomma som inte har något praktisk förklaring. Ben och gravgömmor hittas även i sådant som inte direkt är gravar - och vissa gravliknande strukturer saknar gravar. Tyvärr vet vi nästan ingenting om föreställningarna runt död och begravning under järnåldern. Även sedan kristendomen infördes fortsatte begravningarna på gravfälten, om än i skelettgravar i öst-västlig riktning och lite vid sidan om de hedniska gravarna. Först några decennier efter kristendomens införande i Sverige, i slutet av 1000-talet, anlades gemensamma gravplatser vid kyrkan och de gamla gårdsgravfälten övergavs.